# Mohammad Barakeh
Mohammad Barakeh, né le 29 juillet 1955, est un homme politique arabe israélien, député à la Knesset pour le parti Hadash depuis 1999.

## Biographie
En février 2005, il est menacé par le kahaniste du Kach, Baruch Marzel (en) pour son soutien au plan de désengagement de la bande de Gaza d'Ariel Sharon,.
Il est inculpé en 2009 dans quatre affaires distinctes, toutes liées à sa participation à des manifestations, en particulier pour avoir prétendument agressé un contre-manifestant lors de sa participation en 2006 à une manifestation contre la guerre au Liban, ainsi que des policiers en civil lors d'une manifestation contre la barrière de séparation. Il est finalement disculpé en 2015, après six années de procédures judiciaires, en raison des contradictions flagrantes entre les témoignages des plaignants et les preuves présentées par les avocats de la défense. Selon +972 Magazine, cette procédure s'inscrit plus largement dans le cadre d'un harcèlement judiciaire visant en Israël les députés issus de la communauté arabe.
Il se rend en 2010 à une cérémonie commémorative de l'Holocauste à Auschwitz à l’occasion de la Journée internationale de la Shoah. Le Ministère des Affaires étrangères israélien porte plainte contre Mohammad Barakeh pour ce voyage, l'accusant d'avoir « à un moment de la visite de la délégation [de la Knesset] en Pologne retrouvé plusieurs responsables de l’Autorité palestinienne qui visitaient également le pays ».
En novembre 2023, Mohammad Barakeh est arrêté par les forces israéliennes à Nazareth pour avoir planifié une manifestation contre la guerre de Gaza.